# Wilchar
Wilchar, werkelijke naam Wilhelm Joseph (Willem) Pauwels, (Sint-Gillis, 1 november 1910 – Ukkel, 28 juni 2005) was een Belgisch kunstenaar. Hij schilderde, maakte lithografieën, affiches en schreef artikelen. Hij was rebels en anarchistisch. Hij revolteerde tegen kerk, kapitaal, koning en kunsthandelaars. Hij noemt zichzelf een proletarisch artiest die het opneemt voor de verworpenen der aarde.

## Levensloop
Wilchar wordt in 1910 in een volkse buurt van Sint-Gillis geboren. Zijn vader is betrokken bij de sociale strijd en Wilchars jeugd wordt dan ook getekend door de eisen van de arbeidersklasse. Dit zal zijn kunstenaarsloopbaan én zijn leven fundamenteel beïnvloeden; het engagement wordt voor hem een essentieel gegeven.
Hij ontpopt zich als een 'allround'-kunstenaar: hij schildert, tekent en schrijft. Na de middelbare school gaat Wilchar aan de slag als leerjongen in de lithografie. Tegelijkertijd volgt hij avondlessen tekenen aan de Academie voor Schone Kunsten van Sint-Gillis. In het begin van de jaren 30 sticht Pauwels een klein reclamebedrijf, Les Créations Wilchar (de naam ontstaat door de samentrekking van zijn eigen voornaam met deze van zijn zakenpartner, Charles). Vanaf 1933 ontwierp hij affiches voor de socialistische en communistische partij en groeide hij uit tot een van de belangrijkste ontwerpers van politieke affiches in België.

## Verzetskunstenaar
In 1939 wordt Wilchar gemobiliseerd. Hij neemt deel aan de achttiendaagse veldtocht in mei 1940 en keert nadien op eigen initiatief terug naar Brussel. Hij wordt aangeworven door het Rijksarbeidsambt (RAA) waar hij waarschijnlijk de verzetsstrijder Jean Lagneau ontmoet. In 1941 stichten ze, samen met enkele bevriende kunstenaars, de groep Contact.
Parallel met het “officiële” Contact publiceren Wilchar en Lagneau het enige Belgische clandestiene culturele tijdschrift "Art et Liberté. Organe des Artistes partisans du Front de l'Indépendance" (Kunst en Vrijheid. Orgaan van de Verzetskunstenaars van het Onafhankelijkheidsfront). Het blaadje, dat positie neemt tegen het nazisme in de cultuur, zal echter slechts drie nummers tellen. Wilchar betaalt inderdaad een zware tol voor zijn engagement en zijn verbeten strijd tegen het fascisme: Hij werd op 2 april 1943 aangehouden op verdenking van communistische sympathieën en werd gedurende twee maanden opgesloten in het kamp van Breendonk. Vandaar werd hij overgebracht naar het gunstiger regime in de citadel van Hoei. Hij komt vrij op 28 juni 1943.
Zoals de andere overlevenden kwam hij gekweld uit deze gevangenschap. Nog tijdens de bezetting begon hij aquarelschilderingen te maken over de gruwel en de wantoestanden in het fort. Vanaf zijn bevrijding in 1945 begon hij te schilderen aan 32 gouaches die de hel beschrijven waarin de gevangenen moesten leven. Deze werken verschenen in 1946. Ze zouden in het Breendonk Memoriaal bestendig tentoongesteld worden. Samen met de schetsen van Jacques Ochs, leggen deze werken de gruwel vast van het kampleven in het Fort van Breendonk. Later wijdt hij nog een schitterende reeks gouaches aan "Het Verzet".
Hij werkte in 1985 mee aan de RTBF-uitzending "Breendonk: Témoignages" (samen met Franckx, Halkin, Lévy en Sneyers). In 1993 kreeg hij nogmaals de kans zijn belevenissen in Breendonk te vertellen voor de camera in de film Les Larmes Noires van Richard Olivier.

## Imagier populaire
Vanaf de jaren 50 legt Wilchar zich toe tot het graveren van 145 linosneden, waarvan er ongeveer een tiental worden afgedrukt. Het zijn linosneden met thema's uit het dagelijkse leven, maar vooral ook kritische en satirische beschouwingen over de maatschappij.
In 1960 verhuist Wilchar van Brussel naar het landelijke Alsemberg. In zijn kleine huisje in de Kluts vestigt hij zich als 'imagier populaire', volkskunstenaar. Met deze term kiest hij doelbewust voor een eenvoudige voorstelling, een kunst in dienst van het volk.
Hij schildert er ook vele landschappen met verschillende technieken en materialen, pastel tot zelfs autolakverf wordt er door hem gebruikt waardoor er een grote evolutie waar te nemen is in zijn werk.
In de periode 1985 tot 2000 heeft Wilchar enkele grote schilderijen gemaakt waarin hij zijn visie op allerlei maatschappelijke problemen op een scherpe Ensoriaanse wijze tot uiting brengt.
Tot op het einde van zijn leven is hij blijven werken aan sociale kunst. Na 2003 maakte hij nog enkele collages omdat het tekenen niet meer zo goed mogelijk was omwille van zijn gezondheid.
Op 28 juni 2005 overleed Wilchar, op 95-jarige leeftijd, aan een hersenbloeding.